# Tobias Mayer
Tobias Mayer (ur. 17 lutego 1723 w Marbach am Neckar, zm. 20 lutego 1762 w Getyndze) – niemiecki astronom, matematyk i kartograf, odkrywca libracji Księżyca.

## Życiorys
Urodził się 17 lutego 1723 w Marbach am Neckar. Był matematykiem-samoukiem, który opracował dwie rozprawy geometryczne, gdy w 1746 roku rozpoczął pracę w instytucie kartograficznym w Norymberdze. Opublikował wówczas swoje obliczenia dotyczące libracji Księżyca, czym zyskał renomę naukową, która doprowadziła go do nominacji na dziekana wydziału ekonomii i matematyki na Uniwersytecie w Getyndze w 1751 roku. Trzy lata później został kierownikiem obserwatorium uniwersyteckiego.
W 1753 roku opublikował własne tablice słoneczne i księżycowe. Dwa lata później przedstawił rządowi brytyjskiemu zmieniony zestaw tabel, które okazały się wystarczająco dokładne, aby określić długość geograficzną na morzu z dokładnością do około pół stopnia. Londyńska edycja tabel (z 1770 roku) zawierała także metodę Mayera określania długości geograficznej na podstawie odległości kątowej między Księżycem a innym obiektem niebieskim, a także metodę korekcji błędów długości geograficznej spowodowanych refrakcją atmosferyczną.
Zmarł 20 lutego 1762 roku w Getyndze.
Jego synem był Johann Tobias Mayer.